# Cid (Final Fantasy)
Pour les articles homonymes, voir Cid.
Cid est un personnage fictif récurrent dans la série Final Fantasy. Il est dans la plupart des cas (sauf dans Final Fantasy VI) le pilote, créateur ou responsable de vaisseaux volants, ou "Aéronefs"

## Final Fantasy I
Malgré le fait que les héros ne rencontrent jamais Cid et qu'il n'est pas vivant, on en entend parler en tant que créateur du vaisseau volant.

## Final Fantasy II
Cid est un célèbre pilote qui a créé le premier airship. Il loue ses services pour transporter les héros dans diverses villes.

## Final Fantasy III
Les héros rencontrent très vite Cid dans une auberge. Affecté par un mal mystérieux, il cède son bateau volant au groupe.

## Final Fantasy IV
Cid Pollendina est l'ingénieur qui a mis au point les bateaux volants utilisés par l'armée du roi Baron et un des personnages jouables. Dans "Final Fantasy IV The After Years", il prend Luca, princesse des nains, comme apprentie.

## Final Fantasy V
Cid est le scientifique qui a trouvé le moyen d'exploiter l'énergie liée aux cristaux. Cependant, sa technique eut pour effet d'affaiblir les quatre pierres, libérant ainsi le mal sous la forme du sorcier X-Death.
Conscient de son erreur, Cid et son assistant cherchent à se rattraper en aidant le groupe de héros. Ils les guident entre autres vers les vestiges d'une civilisation passée, le groupe peut ainsi trouver un des anciens bateaux volants au milieu des ruines.

## Final Fantasy VI
Cid est un scientifique travaillant à la solde de l'Empire. Il a participé à ramener l'antique magie dans le monde.
Il finit néanmoins par se repentir, et apparaît finalement comme assez sympathique, en particulier par l'amour paternel qu'il voue à Celes Chere.
Il meurt de malnutrition au début de la deuxième partie du jeu. Sa mort peut cependant être évitée : au joueur de veiller à ce que Celes ne lui donne que du poisson frais (et pas du poisson pourri !). Cependant, la cinématique qui suit sa mort est l'une des plus belles du jeu selon beaucoup de fans.

## Final Fantasy VII
Cid Highwind est un pilote d'engins volants en tout genre, rêvant de se rendre dans l'espace. Il travaillait pour la Shinra lorsque celle-ci se consacrait à la recherche spatiale. Il devait être le pilote de la fusée Shin-Ra 26 et ainsi le premier homme à aller dans l'espace. Celle-ci ne décollera pas, l'assistante et compagne de Cid, Shera, étant restée dans les réacteurs de l'engin pour vérifier les bonbonnes d'oxygène : Cid gardera une certaine haine pour Shera qu'il accuse d'avoir brisé son rêve. Aucun nouveau vol ne fut organisé, la Shinra ayant découvert l'énergie Mako : la fusée restera à rouiller au Village de la Fusée.
Quand Cloud et les autres personnages du jeu arrivent au village, ils veulent emprunter l'avion Tiny Bronco, mais doivent demander l'autorisation de Cid : ils font alors connaissance avec le personnage au tempérament impétueux. De plus, Cid attend la venue de Rufus, nouveau patron de la Shinra, pour le relancer vis-à-vis de la fusée. Peine perdue : il partira alors avec Cloud.
On le retrouve dans la suite cinématographique Final Fantasy VII: Advent Children.

## Final Fantasy VIII
Cid Kramer est le directeur de la Balamb Garden University, école où se trouvent les personnages principaux de l'histoire.
Il est l'époux d'Edea, dictatrice de Galbadia, mais surtout prêtresse possédée par la sorcière Ultimecia.
Précisons que la BGU pouvant voler et Cid en étant le directeur, la lignée de responsables d'aéronefs n'est pas brisée.

## Final Fantasy IX
Cid est le roi d'une des villes du jeu. Au début transformé par sa femme, il reprendra son apparence humaine, aidera Djidane et adoptera à la fin la petite Eiko.
Il est le concepteur du premier appareil volant de Final Fantasy IX à ne pas utiliser la Brume mais la vapeur. Le personnage est donc toujours lié à l'aéronautique.

## Final Fantasy XetFinal Fantasy X-2
Cid est l'oncle de l'Invokeur Yuna et le père de Rikku et Frangin. Il est le chef des Al Bheds, peuple utilisant des machines interdites par la religion yevonnite, et est le propriétaire du vaisseau qu'utilisent les héros durant le pèlerinage.

## Final Fantasy: les Créatures de l'esprit
Cid (orthographié "Sid") est un scientifique qui cherche à sauver la Terre. Il guide Aki Ross dans sa recherche des esprits qui aideront à soigner Gaïa.

## Final Fantasy XII
Cid est un scientifique qui tente de percer le mystère des nihilites (objets divins extrêmement puissants) afin de les copier pour "remettre l'Histoire entre les mains de l'Homme". Il peut être considéré comme un scientifique fou. Pour la première fois dans l'histoire des Final Fantasy, Cid est un ennemi des personnages.

## Final Fantasy Tactics Advance
Père de Mewt, Cid est un homme en difficulté dans le monde réel. Sans emploi et alcoolique, il fait la honte de son fils. Dans le monde d'Ivalice, il est juge suprême et époux de la reine. Quand March montrera au juge des images du vrai lui en battant Exodus, Cid décidera de quitter la cour et d'aider March à restaurer le monde réel. Si on accomplit toutes les missions du jeu, l'on peut recruter Cid dans son équipe.

## Final Fantasy Tactics A2: Grimoire of the Rift
Cid est l'un des personnages principaux du jeu. Il aide le héros à revenir dans son monde et il est autonome dans la  première partie du jeu durant les combats.

## Final Fantasy XIII
Cid Raines, protagoniste au début de l'intrigue se révèle en fait être un l'Cie manipulé par le fal'Cie Barthandelus. Il se fait vaincre par les héros en tentant de se rebeller pour protéger Cocoon, et se cristallise. Il se fait ramener par son maître et lui succède à la présidence de Cocoon avant de se faire assassiner par les hommes de la Cavalerie, son ancien régiment.

## Final Fantasy Crystal Chronicles: The Crystal Bearers
Cid est un inventeur lilty aidant à plusieurs reprises le héros au cours de l'histoire. Il est l'inventeur d'un moteur basé sur l'énergie des cristaux.

## Final Fantasy XIV
Cid Garlond est un spécialiste des technologies magitek. N'étant pas en accord avec la politique conquérante de l'empire de Garlemald, il a rejoint la région d'Éorzéa où Il a fondé les forges de Garlond, de son nom, pour permettre aux éorzéens d'avoir la technologie nécessaire pour affronter ses anciens compatriotes.

## Final Fantasy XV
Cid Sophiar est un garagiste, propriétaire du garage Hammerhead, de la ville éponyme, où il vit avec sa petite-fille Cindy Aurum. Il était un proche ami du roi Regis Lucis Caelum CXIII, ainsi que le mécanicien exclusif de la maison royale du royaume d'Insomnia. Mais à la suite d'un désaccord les opposant sur la question du sort des réfugiés victimes de la Grande Guerre, il quitta sa terre natale pour s'installer dans la ville d'Hammerhead, et y installa son garage.
Il est l'un des premiers personnages secondaires que le prince Noctis Lucis Caelum rencontre, ainsi que son premier soutien dans la grande aventure qui les attend.
Par ailleurs, c'est dans son garage que Noctis pourra récupérer la Regalia Type-F, une version volante de la voiture royale, perpétuant donc l'association générationnelle de Cid aux machines aériennes.

## Dissidia 012 [duodecim]: Final Fantasy
Cid est un luffenien qui aurait créé le monde où vivent Cosmos et Chaos. Si l'on accomplit la quête 000, on peut assister à une scène où Cosmos et Cid parlent.